# 君联资本
君联资本（英語：Legend Capital）是一家中国风险投资公司，全称是北京君联资本管理有限公司，董事长是朱立南。

## 历史
前身是成立于2001年4月的联想投资，2012年2月更改为现在名字。总部在北京，并在上海、深圳设有办事处。

## 投资
截至2019年累计投资近450家公司，包括简书，小马智行，青桔单车，康龙化成，同程艺龙，信达生物，宁德时代，药明康德，药明生物，玲珑轮胎，bilibili，拉夏贝尔，创梦天地，神州租车，人人网，科大讯飞，新华保险等。